# ボリス・グートニコフ
ボリス・ルヴォヴィチ・グートニコフ（ロシア語: Борис Львович Гутников；ラテン文字転写例:Boris Lvovich Gutnikov、1931年7月4日 - 1986年4月6日）は、ソビエト連邦出身のヴァイオリン奏者。

## 経歴
1931年、白ロシア社会主義ソビエト共和国・ヴィーツェプスクで生まれた。レニングラード音楽院に進学し、1958年までユーリー・エイドリンの下でヴァイオリンの指導を受けた。在学中の1956年にプラハの春国際音楽コンクールに挑戦してヴァレリー・クリモフと一位を分け合い、その翌年のロン＝ティボー国際コンクールでも優勝を果たした。
1958年からレニングラード音楽院の講師となったが、1962年のチャイコフスキー国際コンクールでも優勝して、ソ連当局から名誉芸術家の称号を与えられた。1973年には教授に昇格し、1979年には当局から改めて人民芸術家の称号を贈られた。
1986年、レニングラードにて死去。

## 註
1. ↑  “WorldDates”. 2015年4月17日時点のオリジナルよりアーカイブ。2015年4月17日閲覧。

| スタブアイコン | サブスタブ | この項目は、まだ閲覧者の調べものの参照としては役立たない、人物に関連した書きかけの項目です。この項目を加筆・訂正などしてくださる協力者を求めています（P:人物伝/PJ:人物伝）。 |